# گوموش‌یازی (قره‌تاش)
گوموش‌یازی (به ترکی استانبولی: Gümüşyazı) یک منطقهٔ مسکونی در ترکیه است که در قره‌تاش (شهر) واقع شده‌است.